# Ключевий (Сєровський міський округ)
Ключеви́й (рос. Ключевой) — селище у складі Сєровського міського округу Свердловської області.
Населення — 181 особа (2010, 193 у 2002).
Національний склад населення станом на 2002 рік: росіяни — 91 %.